# Acanthoscelides quadridentatus
Acanthoscelides quadridentatus är en skalbaggsart som först beskrevs av Schaeffer 1907.  Acanthoscelides quadridentatus ingår i släktet Acanthoscelides och familjen bladbaggar. Inga underarter finns listade i Catalogue of Life.